# Cristopher Sacchin
Christopher Sacchin (Bolzano, 22 aprile 1983) è un ex tuffatore italiano.

## Biografia
Viene dalla scuola della Bolzano Nuoto, come Tania Cagnotto e Valentina Marocchi, ed è specializzato nel trampolino da 1 e 3 metri. Il primo successo internazionale è, a livello giovanile, agli Europei juniores del 1998 a Brasschaat: oro nel trampolino da 1 m.
L'esordio agli europei maggiori arriva a Helsinki 2000, dove si classifica 5º nel sincro dalla piattaforma. Partecipa poi ai mondiali di nuoto a Fukuoka, l'anno successivo (13º dal trampolino da 1 m).
Nella Champions Cup European ha vinto tre medaglie: argento a Stoccolma 2002 (sincro piattaforma), bronzo nel 2003 (sincro piattaforma) e nel 2005 (sincro da 3 m).
Anche alle Universiadi ha portato a casa una medaglia, a Taegu nel 2003: bronzo nel sincro da 3 m.
Agli Europei di nuoto è salito due volte sul podio: a Budapest 2006 e Eindhoven 2008 bronzo sempre nel trampolino da 1 m. Nella stessa specialità è stato medaglia d'argento ai primi campionati europei di tuffi svolti separatamente da quelli di nuoto, a Torino 2009.
Il miglior piazzamento a livello mondiale è la medaglia di bronzo ai mondiali di Melbourne 2007 dal trampolino da 1 m (a Montreal 2005 fu ottavo e a Roma 2009 17º).
Terminata l’attività di atleta agonista nel 2016 diventa allenatore di tuffi al Centro Sportivo Carabinieri.

## Palmarès
- Mondiali di nuoto

Melbourne 2007: bronzo nel trampolino 1 m.
- Europei di nuoto/tuffi

Budapest 2006: bronzo nel trampolino 1 m.
Eindhoven 2008: bronzo nel trampolino 1 m.
Torino 2009: argento nel trampolino 1 m.
- Universiadi

Taegu 2003: bronzo nel sincro da 3 m.